# معالج إشارة رقمية

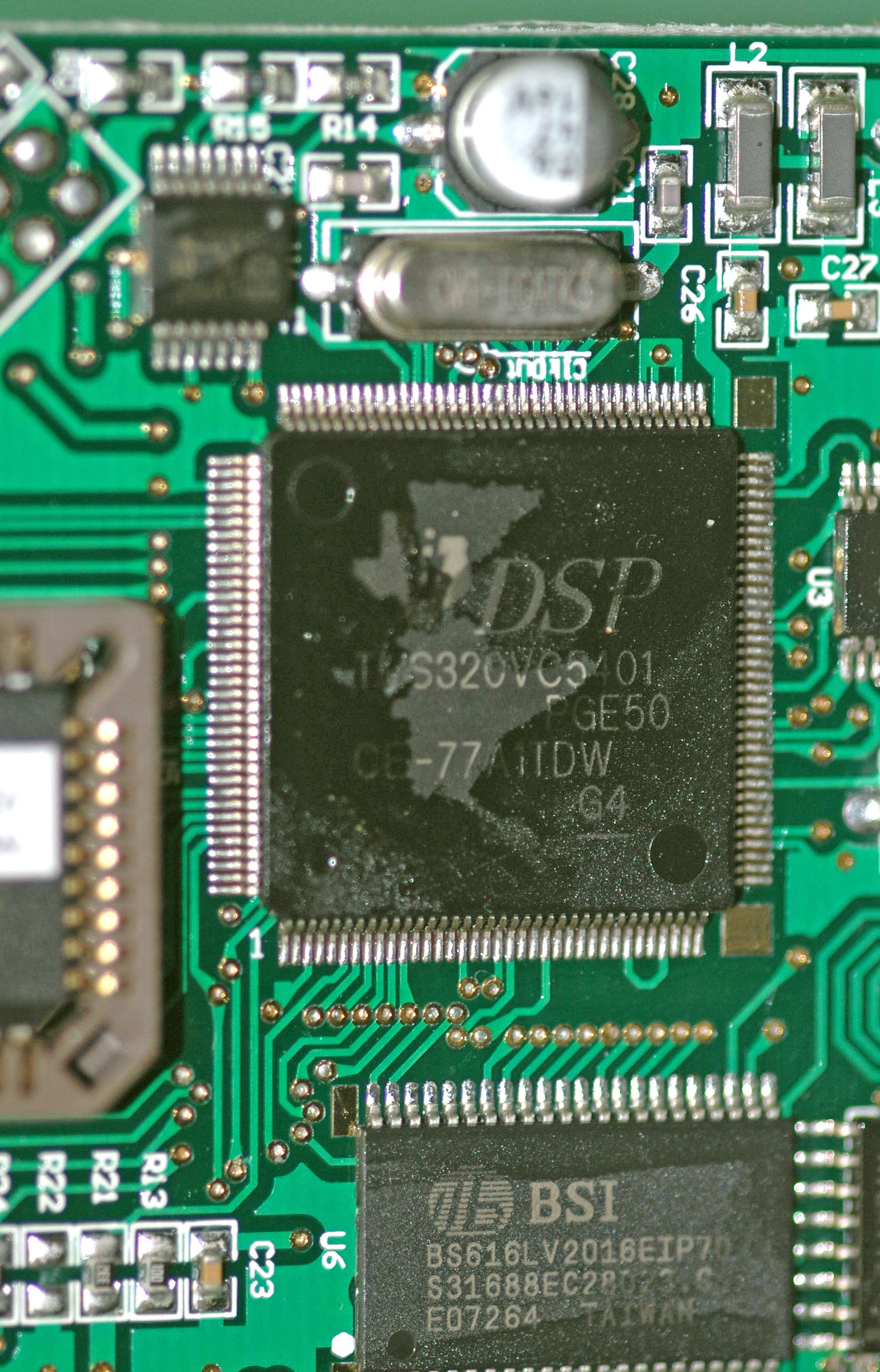
رقاقة معالج إشارة رقمي وجدت في وحدة تأثيرات الغيتار

معالج الإشارة الرقمية (بالإنجليزية: digital signal processor)‏ تختصر إلى DSP هو معالج دقيق بمعمارية محسنة ينجز الكثير من الخوارزميات المعقدة بسرعة وهو ما تحتاجه المعالجة الرقمية للإشارة.

## الخصائص النموذجية
خوارزميات المعالجة الرقمية للإشارة عادة ما تتطلب عدد كبير من العمليات الحسابية يتعين القيام بها عدة مرات على مجموعة من البيانات تكون الإشارات في هذه الحالة كمعطيات سواء من حساسات الصوت أو الفيديو تَحول دائما من التناظري إلى الرقمي عبر التلاعب بها رقميا ثم يعاد تحويلها إلى الشكل التناظري. الكثير من تطبيقاتها تفرض قيودا على فترة التأخير القصيرة التي تفصل بين دخول وخروج الإشارة الصوتية من النظام.
معظم المعالجات الدقيقة للأغراض العامة وأنظمة التشغيل تستطيع تنفيذ خورزميات المعالجة الرقمية للإشارة بنجاح لكنها غير مناسبة للهواتف المحمولة والمساعد الرقمي الشخصي بسبب إمدادات الطاقة وضيق المساحة.